# 遠野光
遠野光（日语：／ Tōno Hikaru，1996年3月5日—）是日本的女性聲優，東京都出身。隸屬於響。

## 人物
在經過甄選後加入了響。和紡木吏佐是同期同事。
初次配音的作品是手機遊戲《三獸召喚記》的梅魯吉娜·瑪琳。

## 演出作品
※粗體字為主要角色。

### 電視動畫
2018年
- 未來卡片 神戰鬥夥伴（學生A）
- 索斯機械獸WILD（少女）
- 隔壁的吸血鬼美眉（青木朝日）

2019年
- BanG Dream! 2nd Season（同學、店長、學生）
- 動物朋友2（小熊貓）
- 百慕達三角～多彩田園曲～（賽蓮娜[5]）
- 星光頻道（同學）
- 擅長捉弄人的高木同學2（美佐惠）
- 慎重勇者～這個勇者明明超TUEEE卻過度謹慎～（龍族的小孩）
- 喜歡本大爺的竟然就妳一個？（紅人群C子）
- 超人高中生們即便在異世界也能從容生存！（小孩C、小孩B）

2020年
- SHOW BY ROCK!! 活力棉花糖!!（狐丸）
- Rebirth（愛染京）
- BanG Dream! 3rd Season（能能美子）
- 弩級戰隊HXEROS（女學生）
- 噴嚏大魔王2020（女孩子）
- 突擊莉莉 BOUQUET（王雨嘉[6]）
- 成神之日（愛來）
- D4DJ First Mix（女學生）

2021年
- SHOW BY ROCK!! STARS!!（狐丸）
- 賽馬娘 Pretty Derby Season 2（詩歌劇）
- ICHU偶像進行曲（晃的粉絲）
- SSSS.DYNAZENON（金石、專門學生）
- 卡片戰鬥!! 先導者 overDress（瀨戶冬毬）
- 影宅（小孩）
- 擾亂 THE PRINCESS OF SNOW AND BLOOD
- 持續狩獵史萊姆三百年，不知不覺就練到LV MAX（艾諾）

2022年
- 與變成了異世界美少女的大叔一起冒險（薩提娜）
- 終末的後宮（萬年美美）
- 擅長捉弄人的高木同學3（美佐惠）
- 女忍者椿的心事（鈴蘭[7]）
- CUE!（少女童星）
- 轉生賢者的異世界生活～取得第二職業，成為世界最強～（史萊姆[8]、米特）
- 卡片戰鬥!! 先導者 will+Dress（瀨戶冬毬）
- D4DJ Double Mix（女學生）
- 盛開的阿斯諾特莉亞 吸！（ミドラシム）
- 給不滅的你 Season2（烏希歐、女、少女）
- 點滿農民相關技能後，不知為何就變強了。（女孩子）

2023年
- 不要欺負我，長瀞同學 2nd Attack（ラビちゃん）
- 在地下城尋求邂逅是否搞錯了什麼IV（阿絲泰[9]）
- UniteUp! 眾星齊聚（千紘〈幼少期〉）
- 想當冒險者前往都市的女兒成為S級（公會櫃台小姐）
- 賽馬娘 Pretty Derby Season 3（詩歌劇[10]）
- 破滅的王國（雪兒[11]、魔女、女學生）
- 聖魔大戰 BIKKURI-MEN（女子A）
- 超超超超超喜歡你的100個女朋友（女店員）

2024年
- 迷宮飯（學生3）
- 單人房、日照一般、附天使。（飛羽[12]）
- 神明渴求著遊戲。（木葉）
- 轉生貴族憑鑑定技能扭轉人生～繼承弱小領土後，招募優秀人才打造最強領土～（抱著花的少女）
- RINKAI！女子競輪（玉野桃花[13]）
- 敗北女角太多了！（八奈見杏菜[14]）
- 【我推的孩子】 第2期（女性客）
- Murder Mystery of the Dead（ムルムル[15]）

2025年
- 這公司有我喜歡的人（經理部女員工、售貨小姐、女大學生）
- 不幸職業【鑑定士】其實是最強的（優莉[16]）
- 終究，與你相戀。（鈴木）
- mono女孩（敷島櫻子[17]）
- MUZIK TIGER In the Forest（ポルミ[18]）

### 劇場動畫
2022年
- 剧场版 BanG Dream! Poppin'Dream（能能美子）
- 剧场版 擅长捉弄的高木同学

2023年
- 剧场版ARGONAVIS AXIA（旭那由多〈幼少期〉）

2024年
- 劇場版草莓王子 起始的物語～Strawberry School Festival!!!～（綠化委員長）[19]

### 網路動畫
2021年
- The Missing 8（波比）

### 有聲漫畫
2022年
- 百合幻想鄉（灰掃小咲[20]）

### 遊戲
2018年
- 動物朋友大觀園（幸運獸Ⅲ型[21]）
- 三獸召喚記（梅魯吉娜·瑪琳[22]）
- 少女☆歌劇Revue Starlight -Re LIVE-（夢大路栞）

2021年
- Assault Lily Last Bullet（王雨嘉[23]）
- 賽馬娘 Pretty Derby（诗歌剧）

2023年
- 白貓Project（賽兒匹娜・亞雷圖思[24]）
- 慟哭奇機（艾諾雅）

2025年
- 怪物彈珠（盤古[25]）
- 崩壞：星穹鐵道（緹寶）
- 空之軌跡 the 1st（朵洛希·海婭特）
- 神魔之塔（五宿思慕·緹坦妮雅）

### 活動
主持
- 2017年10月21日、22日、28日 三森鈴子8th單曲發售活動，Jingle Child Mov.8[26]

發名片會
- 2017年11月19日 Weiß Schwarz WGP東京會場[27]

### 其他
- 溫泉女孩（溫泉津佐間[28]）

## 音樂CD

### 角色歌
| 發售日  | 商品名稱 | 演唱名義    | 歌曲      | 備註                       |
| 2018年  | 2018年   | 2018年      | 2018年    | 2018年                     |
| ------- | -------- | ----------- | --------- | -------------------------- |
| 3月28日 |          | Pink Sprout | 「」 「」 | 遊戲《三獸召喚記》相關歌曲 |

### 團體成員
1. ↑  蒂雅（尾崎由香）、瑪琳（遠野光）、艾莎（西本梨美）

## 外部連結
- 事務所官方簡歷 （页面存档备份，存于）（日語）
- 遠野光的X（前Twitter）（日語）